# Марти, Дик
Дик Марти (итал. Dick Marty; 7 января 1945, Соренго, Тичино — 28 декабря 2023, Фескоджа, Тичино) — депутат Совета кантонов (верхней палаты швейцарского парламента) (1995—2011) от Либеральной партии, член Парламентской ассамблеи Совета Европы.

## Биография
Дик Марти — автор доклада, обвиняющего албанские власти края Косово в незаконной торговле человеческими органами и наркотиками.